# Wydział Rosja
Wydział Rosja (ang. The Russia House) – amerykański film szpiegowski wyreżyserowany przez Freda Schepisiego na podstawie powieści Johna le Carré.
Oryginalne sceny plenerowe filmowano w Moskwie i Leningradzie, także w Londynie i Vancouver, niektóre w Lizbonie. Sceny studyjne kręcono w kompleksie Pinewood Studios.

## Treść
Do pewnego londyńskiego wydawcy – „Barleya” Blaira, zostają skierowane notesy z danymi dotyczącymi sowieckiego systemu obrony. Przekazująca je Rosjanka jest jednak tylko pośrednikiem tajemniczego informatora określanego jako „Dante”. Pragnąc go zidentyfikować i potwierdzić autentyczność dokumentów, agenci brytyjskiego MI6 z centrali zajmującej się ZSRR (Russia House), namawiają wydawcę Blaira na podróż do Moskwy i podjęcie odpowiednich działań w służbie wywiadu. Po wielu staraniach Blair za pośrednictwem Rosjanki – Katii Orłowej, odkrywa tożsamość informatora, którym okazuje się pracujący przy radzieckim programie nuklearnym inż. Jakow Sawieliew.
Nie wiadomo jednak, czy nie jest on celowo podstawiony przez KGB, a jego informacje nie są celowo spreparowane dla wprowadzenia w błąd; wątpliwości mają tu również współpracujący z Brytyjczykami Amerykanie z CIA. Ustalenie tego staje się kolejnym zadaniem Blaira, który zostaje wplątany w wymyślną grę wywiadów. Z biegiem czasu bohater coraz mniej utożsamia się ze swymi zleceniodawcami i z ich interesami, a jego celem staje się uratowanie Katii, z którą łączy go głębsze uczucie.

## Obsada
- Sean Connery − Bartholomew "Barley" Scott Blair
- Michelle Pfeiffer − Katia Orłowa
- James Fox − Ned, agent wywiadu brytyjskiego (oficer prowadzący Barleya)
- John Mahoney − Brady, jego zwierzchnik w MI6
- Roy Scheider − Russell, przedstawiciel agentury CIA
- J.T. Walsh − płk Quinn, oficer wywiadu wojskowego USA
- Nicholas Woodeson − Niki Landau, brytyjski wydawca
- Ian McNeice – Merrydew, przedstawiciel ambasady brytyjskiej
- Michael Kitchen − Clive
- Ken Russell − Walter
- David Threlfall − Wicklow
- Klaus Maria Brandauer − „Dante”-Sawieliew
- Raisa Riazanowa − rosyjski gość
- Mark La Mura − Todd
- David Henry − minister
- Colin Stinton − Henziger
- Kate Lock − Jacky
- Christopher Lawford − Larry
- Martin Clunes − Brock